# سیارک ۹۰۳۲
سیارک ۹۰۳۲ (به انگلیسی: 9032 Tanakami، نامگذاری:1989WK4) نه هزار و سی و دومین سیارک کشف شده‌است که در ۲۳ نوامبر ۱۹۸۹ کشف شد.
قدر مطلق سیارک برابر ۱۴٫۵۰ است.